# Вулиця Сержанта Волкова
Вулиця Сержа́нта Волко́ва — одна з вулиць у місті Черкаси. Знаходиться у мікрорайоні Дахнівка.

## Розташування
Вулиця є однією з найдовших у мікрорайоні і складається з 3 частин. Перша ділянка (довжиною 1470 метрів) простягається від Свидівоцької на схід до вулиці Спиридона Кириченка (ця ділянка раніше називалась вулицею Шкільною). Друга ділянка (довжиною 1700 метрів) з невеликим відхиленням на південь від вулиці Спиридона Кириченка проходить на південний схід двічі вигнутою дугою і впирається у вулицю Праслов'янську. Третя ділянка (довжиною 300 метрів) починається від вулиці Праслов'янської, але зі значним відхиленням (140 метрів) на північ, і проходить на південний схід ще 300 метрів і впирається у кінець вулиці Набережної. Дві останні ділянки раніше називались вулицею Лесі Українки. Вулицю також перетинають вулиці Бігуча, Карбишева, Ярослава Мудрого та Дахнівська Січ, до неї примикають вулиці Бориса Захарченка, Михайла Максимовича, 38-ї Армії та Підгірна, провулки Гайдамацький та Рильського.

## Опис
Вулиця неширока, окремими ділянками асфальтована, забудована в основному приватними будинками, але є і багатоповерхівки. У центральній частині до вулиці виходить територія Черкаської ЗОШ № 29, територія церкви, парк Пам'ять та територія шпиталю для ветеранів Другої світової війни.

## Історія
До 1983 року існувало дві вулиці — Шкільна та Лесі Українки. Перша так називалась, бо до неї примикає школа, а друга — на честь української письменниці Лесі Українки. Після приєднання села Дахнівка до міста Черкаси вулиці були об'єднані та названі на честь Героя Радянського Союзу сержанта Миколи Волкова.